# 슈렉호른
슈렉호른(Schreckhorn)은 스위스 베른 알프스에 위치한 해발 4,078m의 산이다. 슈렉호른은 완전히 베른주에 위치한 가장 높은 봉우리이다. 슈렉호른은 유럽에서 가장 북쪽에 위치한 4,000m 이상의 고산 지대이자 가장 북쪽에 있는 정상이기도 하다.
흥미로운 점은 피르스트에서 볼 때 슈렉호른 바로 오른편에 위치한 해발 3,970m의 봉우리 아이거의 어원이 ‘오거’를 의미하며, 영화 슈렉에서 등장하는 오거의 이름이 ‘슈렉’이다.

## 지리
슈렉호른은 그린델발트에서 남동쪽으로 10km 떨어진 곳에 그린델발트 빙하 상층과 하류 빙하 사이에 있다. 이 지역은 사람이 살지 않는 빙하 계곡으로, 아어 빙하와 피셔 빙하로 구성되어 있다. 라우터아어호른(Lauteraarhorn)의 정상은 매우 가깝고 거의 같은 고도에 도달한다. 베른 알프스의 가장 높은 봉우리인 ‘핀스터아어호른’은 남쪽으로 6km 떨어져 있다.
지질학적으로 슈렉호른은 아어 대산괴(Aarmassif)의 일부이다.

## 등반사
최초의 등반은 1861년 8월 16일 레슬리 스티븐(Leslie Stephen), 울리히 카우프만(Ulrich Kaufmann), 크리스티안 미쉘(Christian Michel) 및 페터 미쉘(Peter Michel)에 의해 이루어졌다. 슈렉 쿨와르(Schreck Couloir) 상류를 거쳐 슈렉샤텔(Schrecksattel)에 도달한 다음 남동쪽 능선을 따라 등반하는 경로는 이후 50년 동안 정상적인 경로였으나, 지금은 거의 사용되지 않는다.
이 봉우리는 1828년 스위스 박물학자 요제프 후기(Joseph Hugi)와 1842년 스위스 지질학자 피에르 장 에듀아르 데소(Pierre Jean Édouard Desor)의 안내를 받은 일행에 의해 여러 번 시도되었다. 이후 데소는 “한 번도 밟지 않은 큰 베른 정상은 우리가 저항하기에는 너무 명백했다”라고 썼지만 실수로 라우터아어호른(Lauteraarhorn)의 두 번째 등정에 오른 것이다.
슈렉호른의 정상적인 등반 경로인 남서 능선(AD+)에 의한 첫 번째 등정은 1902년 7월 26일 존 윅스(John Wicks), 에드워드 브랜비(Edward Branby)와 클라우드 윌슨(Claude Wilson)에 의해 이루어졌다. 그들은 도움 없이 매우 가파른 능선을 오르기로 결정했다. 현지 가이드의 도움을 받아 정상에 도달했다. 북서 능선(앤더슨그라트, D)은 1883년 8월 7일 가이드 울리히 알머와 알로이스 폴링거와 함께 존 스테퍼드 앤더슨(John Stafford Anderson)과 조지 퍼시발 베이커(George Percival Baker)가 최초의 등정을 성공시켰다.
눈사태로 파괴된 슈트하르레그 산장(Strahlegg Hut)은 슈렉호른 산장(Schreckhorn Hut , 2,520m)으로 대체되었다. 슈렉호른은 글렉크슈타인 산장(Gleckstein Hut, 2,317m)과 라우터아어 산장(Lauteraar Hut, 2,392m)에서도 오를 수 있다.